# الحاجي كمارا
الحاجي كمارا (بالسويدية: Alhaji Kamara) لاعب كرة قدم سيراليوني مولود في 16 أبريل 1994 لعب سابقاً في نادي التعاون السعودى في موسم 2017 .

## روابط خارجية
- الحاجي كمارا على موقع اتحاد السويد (السويدية)
- الحاجي كمارا على موقع الدوري الأمريكي (الإنجليزية)
- الحاجي كمارا على موقع قاعدة بيانات كرة القدم.إي يو (الإنجليزية)
- الحاجي كمارا على موقع ناشيونال فوتبول تيمز (الإنجليزية)
- الحاجي كمارا على موقع Soccerbase.com (لاعب) (الإنجليزية)
- الحاجي كمارا على موقع Soccerway.com (الإنجليزية)
- الحاجي كمارا على موقع عالم كرة القدم.نت (الإنجليزية)